# يوناس كولكا
يوناس كولكا (بالفنلندية: Joonas Kolkka)‏ (28 سبتمبر 1974 لاهتي فنلندا - ) هو لاعب كرة قدم فنلندي، يلعب كلاعب وسط.

## روابط خارجية
- يوناس كولكا على موقع الاتحاد الدولي (مؤرشف)  (الإنجليزية)
- يوناس كولكا على موقع الاتحاد الأوربي (الإنجليزية)
- يوناس كولكا على موقع إي إس بي إن إف سي (الإنجليزية)
- يوناس كولكا على موقع قاعدة بيانات كرة القدم.إي يو (الإنجليزية)
- يوناس كولكا على موقع ناشيونال فوتبول تيمز (الإنجليزية)
- يوناس كولكا على موقع عالم كرة القدم.نت (الإنجليزية)